# Knutselsmurf
Knutselsmurf is een van de vaste personages in het universum van de Smurfen. Hij komt zowel voor in de oorspronkelijke strips van Peyo als in de tekenfilmbewerkingen daarvan.

## Verhaallijnen
Knutselsmurf is van alle Smurfen het meest technisch ingesteld. Vaak vindt hij nieuwe dingen uit. Deze uitvindingen werken echter vaak niet zoals bedoeld of vallen in verkeerde handen,  waarna bijna alles misgaat. Knutselsmurf is verder een over het algemeen vriendelijke en spontane Smurf.
Hij is in de tekenfilmserie vooral herkenbaar aan het potlood dat hij bijna altijd achter zijn oor heeft zitten en aan zijn werkbroek. In de stripverhalen verschijnt hij in verschillende gedaanten: met gewone Smurfenkledij, met een schort, in een witte overall en in een blauwe overall. Soms draagt hij een rood potlood met zich mee. In de tekenfilmserie uit de jaren 1980 heeft hij een witte werkbroek en een geel potlood. Er zit bovendien een klep op zijn muts.

## Televisieserie en film
In de televisieserie De Smurfen werd zijn Nederlandse stem eerst ingesproken door Frans van Dusschoten en later door Fred Butter. Voor de films De Smurfen uit 2011, The Smurfs: A Christmas Carol uit 2011 en De Smurfen 2 uit 2013 werd Knutselsmurf ingesproken door Thijs van Aken. Voor de nieuwste 3D-animatieserie werd Knutselsmurf ingesproken door Ricardo Blei.
De originele stem van Knutselsmurf werd onder andere ingesproken door Michael Bell (televisieserie De Smurfen), Jeff Foxworthy (De Smurfen uit 2011 en De Smurfen 2 uit 2013), Bret Marnell (De Smurfen en het Verloren Dorp uit 2017) en Joshua Rubin (3D-televisieserie De Smurfen).

## Naam in andere talen
- Engels: Handy Smurf (Handige Smurf)
- Frans: Schtroumpf Bricoleur
- Duits: Handy Schlumpf
- Italiaans: Inventore